# 大成高等学校 (東京都)
大成高等学校（たいせいこうとうがっこう）は、東京都三鷹市上連雀に所在する私立高等学校。

## 概要
前身となる大成学館は、官立学校志望者のための予備校として、1888年に杉浦鋼太郎によって東京神田三崎町（現：千代田区神田三崎町）に設立された。翌年には同地に国語伝習所を併設。生徒数の増加にともなって1897年に大成学館尋常中学校として改組されると、私立大成中学校、大成中学校と2度の改称を経て終戦に至る。
1945年、米軍による空襲で校舎などを焼失し、現校地（東京都三鷹市上連雀）に移転した。戦後の学制改革を経て新制高等学校、中学校として再興した。中学校は現在は休校中である。

## 沿革
- 1888年 - 創立者杉浦鋼太郎、大成学館を創設。
- 1897年 - 大成学館尋常中学開校。
- 1899年 - 私立大成中学校に改称。
- 1936年 - 大成中学校に改称。
- 1942年 - 理事長杉浦鋼太郎逝去。享年85歳。
- 1945年 - 戦災のため校舎類焼。
- 1946年 - 千代田区神田三崎町より三鷹（現在地）に移転。
- 1947年 - 新制度の大成中学校設置。
- 1948年 - 新制度の高等学校設置。定時制課程を併設。
- 1952年 - 商業課程を併設。男女共学制実施。
- 1960年 - 定時制課程廃止。中学校募集停止。
- 2000年 - 商業課程募集停止。普通科にコース制（普通・情報）を導入。
- 2001年 - 普通科に特別進学コースを設置。
- 2003年 - 南校舎完成。
- 2007年 - 新講堂・体育館「アリーナ まい進」完成。第二体育館竣工。
- 2010年 - 普通科に文理進学コースと情報進学コースを設置。普通科2年生に特進選抜コースを設置。
- 2012年 - 屋上に太陽光発電システム導入。
- 2016年 - 環境省より小中高全国初の『リサイクル教育推進校』に依頼。
- 2018年 - グラウンドの人工芝張替え。

## 交通アクセス

### 電車
- JR中央線三鷹駅より徒歩で約20分

### バス
出典 : 
| 乗車駅   | 系統                               | 下車停留所                    | 運行事業者 |
| -------- | ---------------------------------- | ----------------------------- | ---------- |
| 久我山駅 | 鷹64                               | 「南浦」、徒歩9分             | ■京王バス  |
| 調布駅   | 鷹66                               | 「南浦」、徒歩9分             | ■京王バス  |
| 三鷹駅   | 鷹59・鷹60・鷹63                   | 「南浦」、徒歩9分             | ■小田急    |
| 三鷹駅   | 鷹51・鷹52・鷹65・鷹54・鷹61・鷹62 | 「大成高校前」、徒歩1分       | ■小田急    |
| 三鷹駅   | 鷹55・鷹58                         | 「篠原病院入口」、徒歩6分     | ■小田急    |
| 吉祥寺駅 | 吉14・吉15                         | 「篠原病院入口」、徒歩6分     | ■小田急    |
| 吉祥寺駅 | 吉01・吉06                         | 「三鷹市役所前」、徒歩7分     | ■小田急    |
| 吉祥寺駅 | 吉02・吉03・吉04・吉05             | 「NTTデータビル前」、徒歩11分 | ■小田急    |

## 労働争議
- 2003年、学校を経営する学校法人大成学園（中村和彦理事長）[3]は、9月1日付で、教員・辻和一を生徒に対する体罰を理由に普通解雇し[4]、さらに教職員組合がこれに抗議するビラを配布したことを受け、9月10日に雇用関係不存在確認を求める民事訴訟を起こした[5]。解雇された辻は、同年はじめに結成されたばかりの教職員組合[6]の副委員長であったが、教職員組合側は手続きを一切踏まずに解雇したことは不当であると主張し、11月にストライキを敢行するなどの運動をした[4]。さらに、都立高校などの体罰の処分事例と照らし合わせ、今回の体罰の程度での解雇は均衡を欠くものと主張したが、校長であった殿前康雄は、10月以降、組合員を入試業務から外し、入試日程等において自宅研修を命じる措置をとった[4]。当時、学校の専任教員は34人だったが、そのうち10人が組合員であった[6]。組合は、日本教職員組合傘下の東京私立学校教職員組合の支援を受け、12月と翌2004年3月に、東京都労働委員会に不当労働行為の救済申立てを行なった[4]。
- さらに、2005年5月20日、学園は、組合が学校説明会を妨害したとして組合員10人を相手取り、東京地方裁判所八王子支部に損害賠償請求訴訟を起こした[7]。また、7月になって、学園による群馬県内の土地購入をめぐって組合が中村理事長を背任容疑で警視庁に告発すると、学園は9月26日に、組合員ら14人に対し、慰謝料などを求める損害賠償請求訴訟を起こした[5][8]。
- この間、地裁の裁判と都労委の審理が並行して進んだが、2005年9月21日、1審の東京地方裁判所八王子支部は、5人の生徒に対する複数回の体罰を認定した上で、「解雇は過酷にすぎ、権利濫用に該当する」として解雇を無効とする判決を下した[8]。これを不服として学園側が控訴した2審の東京高等裁判所も、2006年1月26日に「解雇には合理的な理由がない」として、1審の判断を支持した[9][8]。
- こうした経緯の中で、都労委は2006年3月1日付で、辻に対する解雇を不当労働行為（不利益取扱い及び支配介入）と認定して現職復帰等を命じた一方、他の組合員への入試業務外しについては救済申し立てを却下した[4]。これに対し、労使双方が中央労働委員会に再審査を申し立てたが、2007年11月8日付の命令書で、都労委の命令を追認した[4]。
- 都労委命令の直後、2006年3月14日付で、学園は辻を含む組合員11人全員に対して懲戒解雇とする解雇通知を郵送し、組合は翌3月15日に東京都庁でこれに抗議する記者会見を行なった[10]。さらに殿前は、不当解雇した辻を始め労働組合員監視を監視し、体罰防止や教員の不祥事を発見、予防するために校外や校内への監視カメラの設置、警備員の配置などを行なっているが、父母者からは学費の用途などに対して批判がある。[要出典]
- 2008年2月1日、殿前が退職し、中村理事長が校長を兼務することとなった[11]。6月に至り、学園と組合は和解し、争議は終結したが、組合員の一部は学校を退職した[12]。

## 著名な出身者
- 建部遯吾 - 社会学者、東京帝大文科大学初代社会学講座教授
- 益谷秀次 - 判事、衆議院議長、副総理 / 専検合格者
- 本間喜一 - 初代最高裁事務総長、愛知大学中心設立者、旧東亜同文書院大学最後の学長 / 府立四中へ転校
- 石井五郎 - 作曲家
- 洪命熹 - 政治家、 作家
- 李光洙 - 作家 / 明治学院へ転校
- 山崎俊夫 - 作家、俳優
- 水谷豊 - 俳優
- 玉元光男 - 兄妹歌謡グループ「フィンガー5」の次男
- 戸田亮 - 元プロ野球選手（オリックス・バファローズ）
- 峰尾恭輔 - レーシングドライバー
- 阿部正紀 - プロサッカー選手（FC岐阜所属）
- バーンズ・アントン - プロサッカー選手（FC町田ゼルビア所属）
- 小堀桃子 - プロテニス選手